# Mismated
Mismated es una película muda de drama romántico de dos rollos de 1916 protagonizada por Reina Valdez de Mutual. La película fue dirigida por Frank Beal.

## Trama
Después de que Flo (Valdez) se vea obligada a casarse con un hombre al que odia, sigue soñando con su verdadero amor. Viviendo en un pequeño pueblo de pescadores, acaba protagonizando una obra de teatro local con un argumento similar al de su propia vida. Un día se entera de que su verdadero amor ha naufragado en el mar y le ruega a su marido que vaya a buscarlo. Durante el intento de rescate, el verdadero amor de Flo se salva, aunque su marido perece, no sin antes pedirle perdón a Flo.

## Reparto
- Reina Valdez como Flo
- Richard L'Estrange como El prometido de Flo
- Harry Schenck como El rival